# Unisonic (альбом)
Unisonic — дебютный студийный альбом немецкой супергруппы Unisonic, образованной бывшими участниками группы Helloween Каем Хансеном и Михаэлем Киске. Диск вышел 21 марта в Японии, 30 марта в Европе и 22 марта 2012 года в США.

## Комментарии
Киске сказал по поводу присоединения Хансена к Unisonic следующее: «После многих лет, когда я отказывался от гастролей, я отлично повеселился, выступая с Unisonic летом 2010 года, так что я согласился поехать в непродолжительный мировой тур с Avantasia. Было здорово находится на сцене с такими прекрасными музыкантами, однако, в случае с Каем все по-другому. Мы мгновенно ощутили прежнюю магию и отлично веселились как на сцене, так и вне её. Мы оба поняли, что хотим снова играть в одной группе. Его заинтересовала музыкальная концепция Unisonic, и он наконец-то спросил меня, может ли он присоединиться к группе. Я поговорил с моими коллегами, и все они с радостью восприняли эту идею».

## Список композиций
| №   | Название                                                      | Текст песни                | Музыка                  | Длительность |
| --- | ------------------------------------------------------------- | -------------------------- | ----------------------- | ------------ |
| 1.  | «Unisonic»                                                    | Дэннис Уорд, Кай Хансен    | Менди Мейер, Кай Хансен | 3:25         |
| 2.  | «Souls Alive»                                                 | Дэннис Уорд                | Менди Мейер             | 5:13         |
| 3.  | «Never Too Late»                                              | Кай Хансен                 | Кай Хансен              | 4:30         |
| 4.  | «I’ve Tried»                                                  | Дэннис Уорд                | Дэннис Уорд             | 4:56         |
| 5.  | «Star Rider»                                                  | Дэннис Уорд, Кай Хансен    | Дэннис Уорд             | 4:16         |
| 6.  | «Never Change Me»                                             | Кай Хансен                 | Кай Хансен              | 3:44         |
| 7.  | «Over the Rainbow (European bonus track)»                     | Кай Хансен                 | Кай Хансен              | 5:16         |
| 8.  | «Renegade»                                                    | Дэннис Уорд                | Дэннис Уорд             | 4:38         |
| 9.  | «My Sanctuary»                                                | Дэннис Уорд                | Дэннис Уорд, Кай Хансен | 4:16         |
| 10. | «King for a Day»                                              | Кай Хансен                 | Кай Хансен              | 4:07         |
| 11. | «We Rise»                                                     | Дэннис Уорд                | Дэннис Уорд, Кай Хансен | 4:43         |
| 12. | «No One Ever Sees Me»                                         | Михаэль Киске              | Михаэль Киске           | 6:13         |
| 13. | «The Morning After (Japanese bonus track)»                    | Михаэль Киске, Дэннис Уорд | Менди Мейер             | 4:03         |
| 14. | «I Want Out (live at Loud Park) (North American bonus track)» | Кай Хансен                 | Кай Хансен              | 5:34         |

## Варианты издания
Альбом вышел в нескольких вариантах:
- Стандартный выпуск включает в себя 11 песен.
- Европейское издание включает в себя бонус-трек «Over the Rainbow».
- Японское издание включает в себя бонус-трек «The Morning After».
- Американское издание включает в себя 2 бонус-трека — живую версию хита Helloween I Want Out (также вошедшую на предыдущий EP группы — Ignition), и песню The Morning After.

## Чарты
| Чарты(2012)                | Позиция в чартах |
| -------------------------- | ---------------- |
| Финский альбомный чарт     | 8                |
| Японский альбомный чарт    | 19               |
| Немецкий альбомный чарт    | 24               |
| Шведский альбомный чарт    | 29               |
| Швейцарский альбомный чарт | 44               |
| Австрийский альбомный чарт | 59               |

## Участники записи
- Михаэль Киске — главный вокал
- Мэнди Мейер — лид и ритм-гитара
- Кай Хансен — лид и ритм-гитара
- Дэннис Уорд — бас-гитара
- Коста Зафириоу — ударные, перкуссия
- Гюнтер Верно — клавишные (треки 2, 4, 12)